# یواس‌سی‌جی‌سی رزولوت (دبلیوام‌ئی‌سی-۶۲۰)
یواس‌سی‌جی‌سی رزولوت (دبلیوام‌ئی‌سی-۶۲۰) (به انگلیسی: USCGC Resolute (WMEC-620)) یک کشتی است که طول آن ۲۱۰ فوت ۶ اینچ (۶۴٫۱۶ متر) می‌باشد. این کشتی در سال ۱۹۶۶ ساخته شد.